# FIA-Formel-2-Rennwochenende in Katar 2024
Das FIA-Formel-2-Rennwochenende in Katar 2024 war der dreizehnte Lauf der FIA-Formel-2-Meisterschaft 2024 und fand vom 29. November bis 1. Dezember auf dem Losail International Circuit in Doha statt.

## Meldeliste
Alle Teams und Fahrer verwendeten das Dallara-Chassis F2 2024, 3,4-Liter-V634-Turbomotoren von Renault-Mecachrome und Reifen von Pirelli.
| Team                  | Nr. | Fahrer                | Chassis         | Motor             | Reifen |
| --------------------- | --- | --------------------- | --------------- | ----------------- | ------ |
| ART Grand Prix        | 01  | Victor Martins        | Dallara F2 2024 | Mecachrome 3.4 V6 | P      |
| ART Grand Prix        | 02  | Luke Browning         | Dallara F2 2024 | Mecachrome 3.4 V6 | P      |
| Prema Racing          | 03  | Oliver Bearman        | Dallara F2 2024 | Mecachrome 3.4 V6 | P      |
| Prema Racing          | 04  | Andrea Kimi Antonelli | Dallara F2 2024 | Mecachrome 3.4 V6 | P      |
| Rodin Motorsport      | 05  | Zane Maloney          | Dallara F2 2024 | Mecachrome 3.4 V6 | P      |
| Rodin Motorsport      | 06  | Ritomo Miyata         | Dallara F2 2024 | Mecachrome 3.4 V6 | P      |
| DAMS Lucas Oil        | 07  | Jak Crawford          | Dallara F2 2024 | Mecachrome 3.4 V6 | P      |
| DAMS Lucas Oil        | 08  | Dino Beganovic        | Dallara F2 2024 | Mecachrome 3.4 V6 | P      |
| Invicta Racing        | 09  | Kush Maini            | Dallara F2 2024 | Mecachrome 3.4 V6 | P      |
| Invicta Racing        | 10  | Gabriel Bortoleto     | Dallara F2 2024 | Mecachrome 3.4 V6 | P      |
| MP Motorsport         | 11  | Richard Verschoor     | Dallara F2 2024 | Mecachrome 3.4 V6 | P      |
| MP Motorsport         | 12  | Oliver Goethe         | Dallara F2 2024 | Mecachrome 3.4 V6 | P      |
| Van Amersfoort Racing | 14  | John Bennett          | Dallara F2 2024 | Mecachrome 3.4 V6 | P      |
| Van Amersfoort Racing | 15  | Rafael Villagómez     | Dallara F2 2024 | Mecachrome 3.4 V6 | P      |
| Hitech Pulse-Eight    | 16  | Amaury Cordeel        | Dallara F2 2024 | Mecachrome 3.4 V6 | P      |
| Hitech Pulse-Eight    | 17  | Paul Aron             | Dallara F2 2024 | Mecachrome 3.4 V6 | P      |
| Campos Racing         | 20  | Isack Hadjar          | Dallara F2 2024 | Mecachrome 3.4 V6 | P      |
| Campos Racing         | 21  | Josep Maria Martí     | Dallara F2 2024 | Mecachrome 3.4 V6 | P      |
| Trident               | 22  | Max Esterson          | Dallara F2 2024 | Mecachrome 3.4 V6 | P      |
| Trident               | 23  | Christian Mansell     | Dallara F2 2024 | Mecachrome 3.4 V6 | P      |
| AIX Racing            | 24  | Joshua Dürksen        | Dallara F2 2024 | Mecachrome 3.4 V6 | P      |
| AIX Racing            | 25  | Cian Shields          | Dallara F2 2024 | Mecachrome 3.4 V6 | P      |

## Klassifikationen

### Qualifying
| Pos.                                                                                     | Fahrer                | Team                  | Zeit     | SPR | HAU |
| ---------------------------------------------------------------------------------------- | --------------------- | --------------------- | -------- | --- | --- |
| 01                                                                                       | Paul Aron             | Hitech Pulse-Eight    | 1:35,115 | 09  | 01  |
| 02                                                                                       | Gabriel Bortoleto     | Invicta Racing        | 1:35,450 | 08  | 02  |
| 03                                                                                       | Victor Martins        | ART Grand Prix        | 1:35,570 | 07  | 03  |
| 04                                                                                       | Dino Beganovic        | DAMS Lucas Oil        | 1:35,772 | 06  | 04  |
| 05                                                                                       | Richard Verschoor     | MP Motorsport         | 1:35,847 | 05  | 05  |
| 06                                                                                       | Jak Crawford          | DAMS Lucas Oil        | 1:36,095 | 04  | 06  |
| 07                                                                                       | Kush Maini            | Invicta Racing        | 1:36,100 | 12  | 07  |
| 08                                                                                       | Oliver Goethe         | MP Motorsport         | 1:36,151 | 03  | 08  |
| 09                                                                                       | Isack Hadjar          | Campos Racing         | 1:36,187 | 02  | 09  |
| 10                                                                                       | Oliver Bearman        | Prema Racing          | 1:36,214 | 01  | 10  |
| 11                                                                                       | Andrea Kimi Antonelli | Prema Racing          | 1:36,436 | 10  | 11  |
| 12                                                                                       | Josep Maria Martí     | Campos Racing         | 1:36,476 | 11  | 12  |
| 13                                                                                       | Max Esterson          | Trident               | 1:36,725 | 13  | 13  |
| 14                                                                                       | Luke Browning         | ART Grand Prix        | 1:36,729 | 14  | 14  |
| 15                                                                                       | Ritomo Miyata         | Rodin Motorsport      | 1:36,756 | 15  | 15  |
| 16                                                                                       | Joshua Dürksen        | AIX Racing            | 1:36,845 | 16  | 16  |
| 17                                                                                       | Zane Maloney          | Rodin Motorsport      | 1:36,861 | 17  | 17  |
| 18                                                                                       | Amaury Cordeel        | Hitech Pulse-Eight    | 1:37,041 | 18  | 18  |
| 19                                                                                       | John Bennett          | Van Amersfoort Racing | 1:37,278 | 19  | 19  |
| 20                                                                                       | Christian Mansell     | Trident               | 1:37,389 | 20  | 20  |
| 21                                                                                       | Rafael Villagómez     | Van Amersfoort Racing | 1:38,052 | 21  | 21  |
| 22                                                                                       | Cian Shields          | AIX Racing            | 1:38,336 | 22  | 22  |
| 107-Prozent-Zeit: 1:41,773 min (bezogen auf die Pole-Position-Bestzeit von 1:35,115 min) |                       |                       |          |     |     |
| Quelle:                                                                                  |                       |                       |          |     |     |

Anmerkungen
1. ↑  Kush Maini erhielt eine Acht-Plätze-Strafrückversetzung für das Sprintrennen aufgrund des verursachten Unfalles im Baku-Hauptrennen mit mehreren Fahrern und da er John Bennett im Qualifying behinderte.

### Sprintrennen
| Pos.                                                                              | Fahrer                | Team                  | Runden | Zeit      | Start | Schnellste Runde |
| --------------------------------------------------------------------------------- | --------------------- | --------------------- | ------ | --------- | ----- | ---------------- |
| 01                                                                                | Oliver Bearman        | Prema Racing          | 23     | 40:51,281 | 01    | 1:39,521 (20.)   |
| 02                                                                                | Jak Crawford          | DAMS Lucas Oil        | 23     | + 0,295   | 04    | 1:38,848 (17.)   |
| 03                                                                                | Richard Verschoor     | MP Motorsport         | 23     | + 0,580   | 05    | 1:38,630 (20.)   |
| 04                                                                                | Isack Hadjar          | Campos Racing         | 23     | + 0,910   | 02    | 1:39,067 (03.)   |
| 05                                                                                | Gabriel Bortoleto     | Invicta Racing        | 23     | + 1,227   | 08    | 1:39,072 (20.)   |
| 06                                                                                | Zane Maloney          | Rodin Motorsport      | 23     | + 1,751   | 17    | 1:39,621 (21.)   |
| 07                                                                                | Paul Aron             | Hitech Pulse-Eight    | 23     | + 1,059   | 09    | 1:38,783 (20.)   |
| 08                                                                                | Joshua Dürksen        | AIX Racing            | 23     | + 1,905   | 16    | 1:39,525 (14.)   |
| 09                                                                                | Victor Martins        | ART Grand Prix        | 23     | + 2,868   | 07    | 1:39,669 (13.)   |
| 10                                                                                | Dino Beganovic        | DAMS Lucas Oil        | 23     | + 3,223   | 06    | 1:39,528 (15.)   |
| 11                                                                                | Luke Browning         | ART Grand Prix        | 23     | + 3,532   | 14    | 1:39,751 (20.)   |
| 12                                                                                | John Bennett          | Van Amersfoort Racing | 23     | + 4,151   | 19    | 1:39,868 (17.)   |
| 13                                                                                | Ritomo Miyata         | Rodin Motorsport      | 13     | + 1,544   | 15    | 1:39,250 (20.)   |
| 14                                                                                | Max Esterson          | Trident               | 23     | + 4,760   | 13    | 1:39,727 (20.)   |
| 15                                                                                | Christian Mansell     | Trident               | 23     | + 5,340   | 20    | 1:39,694 (20.)   |
| 16                                                                                | Amaury Cordeel        | Hitech Pulse-Eight    | 23     | + 6,053   | 18    | 1:40,071 (17.)   |
| 17                                                                                | Rafael Villagómez     | Van Amersfoort Racing | 23     | + 6,517   | 21    | 1:40,152 (17.)   |
| 18                                                                                | Cian Shields          | AIX Racing            | 23     | + 6,966   | 22    | 1:41,257 (20.)   |
| 19                                                                                | Andrea Kimi Antonelli | Prema Racing          | 20     | DNF       | 10    | 1:39,683 (15.)   |
| 20                                                                                | Kush Maini            | Invicta Racing        | 20     | DNF       | 12    | 1:39,599 (13.)   |
| –                                                                                 | Oliver Goethe         | MP Motorsport         | 04     | DNF       | 03    | 1:40,164 (04.)   |
| –                                                                                 | Josep Maria Martí     | Campos Racing         | 0      | DNF       | 11    | keine Zeit       |
| Schnellste Rennrunde, die für Punkte berechtigt ist: Richard Verschoor (1:38,630) |                       |                       |        |           |       |                  |
| Quelle:                                                                           |                       |                       |        |           |       |                  |

Anmerkungen
1. ↑  Paul Aron erhielt eine Zwei-Plätze-Rückversetzungsstrafe (Verursachung eines Unfalles), die auf das Endklassement aufaddiert wurde.
2. ↑  Ritomo Miyata erhielt eine Sechs-Plätze-Rückversetzungsstrafe (Verursachung mehrerer Unfälle), die auf das Endklassement aufaddiert wurde.

### Hauptrennen
| Pos.                                                                      | Fahrer                | Team                  | Runden | Zeit       | Start | Schnellste Runde |
| ------------------------------------------------------------------------- | --------------------- | --------------------- | ------ | ---------- | ----- | ---------------- |
| 01                                                                        | Paul Aron             | Hitech Pulse-Eight    | 30     | 55:45,433  | 01    | 1:38,412 (27.)   |
| 02                                                                        | Isack Hadjar          | Campos Racing         | 30     | + 2,763    | 09    | 1:38,907 (30.)   |
| 03                                                                        | Gabriel Bortoleto     | Invicta Racing        | 30     | + 3,175    | 02    | 1:38,766 (26.)   |
| 04                                                                        | Oliver Goethe         | MP Motorsport         | 30     | + 3,796    | 08    | 1:39,057 (27.)   |
| 05                                                                        | Dino Beganovic        | DAMS Lucas Oil        | 30     | + 5,727    | 04    | 1:39,052 (28.)   |
| 06                                                                        | Christian Mansell     | Trident               | 30     | + 11,509   | 20    | 1:39,589 (27.)   |
| 07                                                                        | Amaury Cordeel        | Hitech Pulse-Eight    | 30     | + 12,556   | 18    | 1:39,583 (28.)   |
| 08                                                                        | John Bennett          | Van Amersfoort Racing | 30     | + 18,862   | 19    | 1:40,251 (29.)   |
| 09                                                                        | Zane Maloney          | Rodin Motorsport      | 30     | + 19,818   | 17    | 1:39,629 (26.)   |
| 10                                                                        | Ritomo Miyata         | Rodin Motorsport      | 30     | + 23,297   | 15    | 1:40,682 (22.)   |
| 11                                                                        | Cian Shields          | AIX Racing            | 30     | + 32,320   | 22    | 1:40,891 (27.)   |
| 12                                                                        | Oliver Bearman        | Prema Racing          | 30     | + 33,737   | 10    | 1:37,997 (30.)   |
| 13                                                                        | Joshua Dürksen        | AIX Racing            | 30     | + 46,123   | 16    | 1:38,246 (30.)   |
| 14                                                                        | Kush Maini            | Invicta Racing        | 30     | + 51,909   | 07    | 1:39,765 (26.)   |
| 15                                                                        | Luke Browning         | ART Grand Prix        | 30     | + 53,372   | 14    | 1:38,185 (26.)   |
| 16                                                                        | Josep Maria Martí     | Campos Racing         | 30     | + 1:05,023 | 12    | 1:38,679 (25.)   |
| 17                                                                        | Richard Verschoor     | MP Motorsport         | 30     | + 1:09,043 | 05    | 1:40,508 (03.)   |
| 18                                                                        | Max Esterson          | Trident               | 30     | + 1:15,033 | 13    | 1:39,648 (24.)   |
| –                                                                         | Victor Martins        | ART Grand Prix        | 25     | + 5 Runden | 03    | 1:39,475 (23.)   |
| –                                                                         | Jak Crawford          | DAMS Lucas Oil        | 13     | DNF        | 06    | 1:41,001 (03.)   |
| –                                                                         | Rafael Villagómez     | Van Amersfoort Racing | 12     | DNF        | 21    | 1:41,763 (04.)   |
| –                                                                         | Andrea Kimi Antonelli | Prema Racing          | 07     | DNF        | 11    | 1:41,175 (04.)   |
| Schnellste Rennrunde, die für Punkte berechtigt ist: Paul Aron (1:38,412) |                       |                       |        |            |       |                  |
| Quelle:                                                                   |                       |                       |        |            |       |                  |

Anmerkungen
1. ↑  Gabriel Bortoleto erhielt eine Fünf-Sekunden-Strafe (überfahren der weißen Begrenzungslinien bei der Boxeneinfahrt), die auf die Endzeit aufaddiert wurde; er verlor zwei Positionen im Endresultat.
2. ↑  Richard Verschoor erhielt eine Zehn-Sekunden-Strafe (unsicheres Losfahren nach dem Boxenstopp) sowie eine Zehn-Sekunden-Stop-and-Go-Strafe (überholen während einer Safety-Car-Phase), die in eine 30-Sekunden-Strafe umgewandelt und auf die Endzeit aufaddiert wurde; er verlor sechs Positionen im Endresultat.

## Meisterschafts-Stände nach dem Rennwochenende
Beim Hauptrennen (HAU) bekamen die ersten Zehn des Rennens 25, 18, 15, 12, 10, 8, 6, 4, 2 bzw. 1 Punkt(e). Beim Sprintrennen (SPR) erhielten die ersten Acht des Rennens 10, 8, 6, 5, 4, 3, 2 bzw. 1 Punkt(e). Die zusätzlichen zwei Punkte für die Pole-Position im Hauptrennen gingen an Paul Aron, der Extrapunkt für die schnellste Rennrunde wurde an Paul Aron (HAU) sowie Richard Verschoor (SPR) vergeben.

### Fahrerwertung
| Pos. | Fahrer                | Team                  | Punkte |
| ---- | --------------------- | --------------------- | ------ |
| 01   | Gabriel Bortoleto     | Invicta Racing        | 188,5  |
| 02   | Isack Hadjar          | Campos Racing         | 188,5  |
| 03   | Paul Aron             | Hitech Pulse-Eight    | 163,5  |
| 04   | Zane Maloney          | Rodin Motorsport      | 140,5  |
| 05   | Jak Crawford          | DAMS Lucas Oil        | 124,5  |
| 06   | Andrea Kimi Antonelli | Prema Racing          | 113,5  |
| 07   | Franco Colapinto      | MP Motorsport         | 96,5   |
| 08   | Victor Martins        | ART Grand Prix        | 93,5   |
| 09   | Richard Verschoor     | MP Motorsport         | 88,5   |
| 10   | Dennis Hauger         | MP Motorsport         | 85,5   |
| 11   | Kush Maini            | Invicta Racing        | 74,5   |
| 12   | Joshua Dürksen        | AIX Racing            | 62,5   |
| 13   | Enzo Fittipaldi       | Van Amersfoort Racing | 61,5   |
| 14   | Oliver Bearman        | Prema Racing          | 60,5   |
| 15   | Zak O’Sullivan        | ART Grand Prix        | 59,5   |
| 16   | Josep Maria Martí     | Campos Racing         | 43,5   |

| Pos. | Fahrer             | Team                  | Punkte |
| ---- | ------------------ | --------------------- | ------ |
| 17   | Amaury Cordeel     | Hitech Pulse-Eight    | 35,5   |
| 18   | Juan Manuel Correa | DAMS Lucas Oil        | 31,5   |
| 19   | Ritomo Miyata      | Rodin Motorsport      | 30,5   |
| 20   | Taylor Barnard     | AIX Racing            | 18,5   |
| 21   | Roman Staněk       | Trident               | 14,5   |
| 22   | Rafael Villagómez  | Van Amersfoort Racing | 13,5   |
| 23   | Oliver Goethe      | MP Motorsport         | 12,5   |
| 24   | Dino Beganovic     | DAMS Lucas Oil        | 10,5   |
| 25   | Christian Mansell  | Trident               | 10,5   |
| 26   | Gabriele Minì      | Prema Racing          | 6,5    |
| 27   | Luke Browning      | ART Grand Prix        | 4,5    |
| 28   | John Bennett       | Van Amersfoort Racing | 4,5    |
| 29   | Cian Shields       | AIX Racing            | 0,5    |
| 30   | Max Esterson       | Trident               | 0,5    |
| 31   | Niels Koolen       | AIX Racing            | 0,5    |

### Teamwertung
| Pos. | Konstrukteur       | Punkte |
| ---- | ------------------ | ------ |
| 01   | Invicta Racing     | 262,5  |
| 02   | Campos Racing      | 231,5  |
| 03   | MP Motorsport      | 200,5  |
| 04   | Hitech Pulse-Eight | 198,5  |
| 05   | Prema Racing       | 179,5  |
| 06   | Rodin Motorsport   | 170,5  |

| Pos. | Konstrukteur          | Punkte |
| ---- | --------------------- | ------ |
| 07   | DAMS Lucas Oil        | 165,5  |
| 08   | ART Grand Prix        | 156,5  |
| 09   | Trident Racing        | 105,5  |
| 10   | AIX Racing            | 80,5   |
| 11   | Van Amersfoort Racing | 78,5   |